# Rivulus roloffi
El rivulo de La Española (Rivulus roloffi) es un pez de la familia de los rivulinos en el orden de los ciprinodontiformes.

## Morfología
Los machos pueden alcanzar los 4 cm de longitud total.

## Distribución geográfica
Se encuentran en la República Dominicana.